# Полтар
Полтар (словац. Poltár, угор. Poltár) — місто в південній Словаччини на річці Іпель, найменший районний центр в країні. Населення близько 6 тисяч осіб. Протікають Угорський потік і Полтариця.

## Історія
Згаданий вперше в 1330.

## Населення
| Рік:            | 1994. | 2004.   | 2014.   | 2024.    |
| --------------- | ----- | ------- | ------- | -------- |
| Кількість осіб: | 5960  | 5977    | 5742    | 5123     |
| Різниця:        |       | +0,28 % | -3,93 % | -10,78 % |

| Рік:            | 2023. | 2024.   |
| --------------- | ----- | ------- |
| Кількість осіб: | 5170  | 5123    |
| Різниця:        |       | -0,90 % |

## Відомі люди
- Іван Гашпарович (нар. 1941) — державний діяч Словаччини, президент Словацької Республіки з 2004 до 2014, вчений-юрист.